# فرودگاه نازران
فرودگاه نازران (به انگلیسی: Nazran Airport) یک فرودگاه است که در شهر نازران در کشور روسیه قرار دارد.